# Zabergán

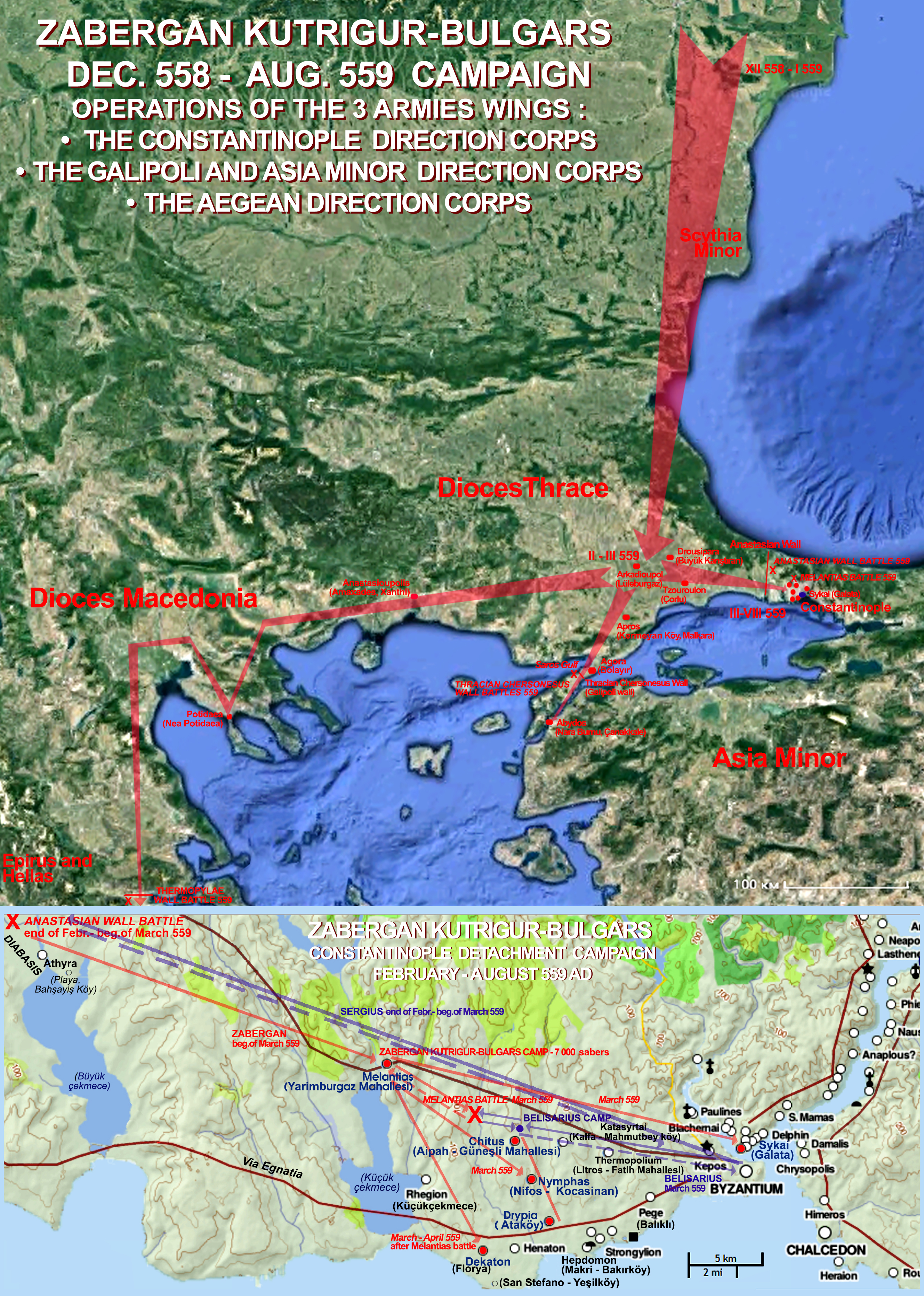
Mapa de Zabergan Kutrigur-búlgaros Guerra bizantina 558 - 559 según Victor Tonnennensis.

Zabergán fue el jefe de los cutriguros —un pueblo nómada de la estepa póntica— después de Sinnion. Su nombre es iraní y significa luna llena. Bien por la presión de los ávaros, o por haberse rebelado contra el Imperio bizantino, en el invierno de 558 encabezó un gran ejército cutriguro que cruzó el Danubio helado hacia el sur. El ejército se dividió en tres grupos: uno taló el territorio hasta las Termópilas, mientras que los otros dos se dirigieron hacia el Quersoneso tracio y las cercanías de Constantinopla. En marzo de 559, Zabergán atacó la capital bizantina; entre otros efectivos, contaba con siete mil jinetes. Belisario lo venció en la batalla de Melantias y lo obligó a retirarse.
La celeridad con la que recorrían largas distancias y lo velozmente que penetraron en territorio bizantino indican que los cutriguros eran guerreros que se desplazaban a caballo, y que estaban acampados cerca de las orillas del Danubio. Sin embargo, el emperador Justiniano I (r. 527-565) convenció al jefe utiguro Sandilch para que acometiese a los cutriguros; el conflicto entre los dos grupos los debilitó a ambos. Sin embargo, según la crónica de Miguel el Sirio (siglo XII), los restos de estos búlgaros recibieron Dacia en tiempos del emperador Mauricio (582-602). Se desconoce si Zabergán es el general homónimo que en el 586 defendió la fortaleza de Chlomaron del embate de los romanos.
El pico Zabergán en la Antártida fue bautizado en su honor.